# Карачаєво-балкарська Вікіпедія
Карачаєво-балкарська Вікіпедія (карач.-балк. Къарачай-Малкъар Википедия) — розділ Вікіпедії карачаєво-балкарською мовою. Створена у 2010 році. Карачаєво-балкарська Вікіпедія станом на 27 березня 2025 року містить 2379 статей, 11 232 зареєстрованих користувачів, 22 активних дописувачів, 2 адміністраторів
. Загальна кількість сторінок в карачаєво-балкарській Вікіпедії — 15 713, редагувань — 115 187, мультимедійні файли відсутні
. Глибина (рівень розвитку мовного розділу) карачаєво-балкарської Вікіпедії велика і становить 230.3 пунктів
. 

## Історія
- Серпень 2015 — створена 2 000-на стаття[3].